# Nicola Roberts
Nicola Maria Roberts (Stamford, Anglia, 1985. október 5. –) angol énekesnő és dalszerző. 2002-ben Nicola jelentkezett a Popstars The Rivals című reality-műsorba, ahol a Girls Aloud tagjaként folytatta a versenyt. Az együttes egy fiúcsapat ellen rivalizált. Debütáló kislemezük, a Sound of the Underground a brit kislemezlista első helyét érte el. A siker a csapatot a leghíresebb reality együttessé tette, azóta 20 egymásutáni top tízes kislemezt adott ki. Ezekben az időkben Robertset rengeteg negatív kritika érte megjelenése, többek között haja, és sápadt bőre miatt.
2008-ban Nicola mégis elkezdett dolgozni egy sminkkészleten, mely a Dainty Doll elnevezést kapta, és például a Harrods üzletekben jelentős sikereket ért el. Roberts emellett egy kutató jellegű dokumentumfilmen is dolgozott, mely a Nicola Roberts: The Truth About Tanning címet kapta, és a szolárium veszélyeiről szól. 2011-ben bejelentette, hogy első albuma a Cinderella’s Eyes címet kapta. Erről debütáló kislemeze a Beat of My Drum pozitív kritikákat kapott, a slágerlistákon nem ért el jelentős helyezéseket. A Lucky Day hasonló helyzetbe került, a brit kislemezlista 40. helyéig jutott el. Az ezt követő héten megjelent az album, melyet a Girls Aloud tagjaként szerzett tapasztalatok ihlettek, Dragonette, Diplo és Joseph Mount munkája hallható a lemezen. A brit albumlistán 17. lett.

## Élete

### 1985–2002: Kezdetek, Popstar
Nicola Roberts szülőhelye Stamford és Runcorn városában nőtt fel. Egy lánytestvére (Frankie), és két fiútestvére, (Harrison és Clayton) van. Nicola számára fontos családja és annak értékei, igyekszik gyakran látogatni őket. Roberts karrierje egy helyi diszkóban kezdődött, ahol egy lánycsapat oldalán egy ottani DJ-vel lépett fel. A csapat a 'The 5 Musketers' (Az 5 muskétás) néven volt ismert. 2002-ben Roberts részt vett az ITV1 műsorában, a Popstars: The Rivals-ben, a második szériában. Nicola először nem jutott be a tíz legjobba, hanem Nicola Ward-ot váltotta fel, aki önszántából kilépett.

### 2003-10: Girls Aloud, magánéleti problémák és a Dainty Doll
Miután megnyerték a Popstars: The Rivals-ot, a Girls Aloud kiadta első videóklipjét, illetve rengeteget dolgozott, mely a tagokat kimerítette. Ekkor Sound of the Underground című dalukat promotálták. Ekkor a Popstars: The Rivals még mindig tartott, a One True Voice elnevezésű csapat ellen versengtek. Végül a Girls Aloud adott el többet debütáló kislemezéből: a brit kislemezlista éléig jutottak, így lemezszerződést nyertek a Polydor kiadónál. Néhány nappal a siker után meghalt az együttes menedzsere, John McMahon, aki Nicolának írt egy üzenetet, ő viszont túl elfoglalt volt, hogy válaszoljon. McMahon halála nagy hatást gyakorolt Roberts-re. aki egyre inkább instabilnak találta magát. Cheryl Cole-lal elköltözött családjától. Roberts ekkor került először a problémák középpontjába: a menedzser halála és a költözés után a média folyamatos támadási is rossz hatással voltak rá. A Girls Aloud viszont sikeres volt: két világrekordod döntött meg, továbbá öt BRIT Award jelölést kapott. Az együttes öt első helyezett kislemezt adott ki, húsz top 10-es slágert, továbbá a kritikusok is pozitív hangnemben beszéltek róluk, habár Nicola néha kapott negatív jelzőket. Bemutatkozó albumuk, a Sound of the Underground második lett az Egyesült Királyságban, továbbá platina minősítést kapott. Második, What Will the Neighbours Say? című nagylemezük csak hatodik lett, viszont dupla platina értékelést kapott, az ezt követő stúdióalbum, a Chemistry viszont nem lett top 10-es az albumlistán. A Tangled Up platina minősítést kapott, és negyedik helyig jutott el, az ötödik album, az Out of Control végül első első helyezett lemezük lett.
A Girls Aloud hatalmas sikerei ellenére Nicola rosszul érezte magát, sőt, miután szülei elváltak, és barátjával is összeveszett. Ennek következtében eltávolodott rokonaitól, gyakran látogatott viszont Liverpool mellé, szülővárosába. Munkabeli és otthoni élete lassan két személyiségre osztotta őt. Roberts karrierje alatt végig hipoglikémiával küzdött, vagyis szabályoznia kellett étkezési szokásait, viszont ő ezt a turnék során igen nehéznek találta. Betegségét egy turné után fedezték fel, mikor Roberts gyengének és betegnek érezte magát, és terhelőnek találta a fellépéseket. Miközben a Tangled Up Tour állomásait járta, kutyája, Elvis meghalt. Az állatot Roberts ajándékként kapta, aki nehezen dolgozta fel a történteket. Miután szakított Carl Egerton-nal 2006-ban, viszont ezután Nicola erősebbnek érezte magát. 2008-ban találkozott Charlie Fennel-lel, akivel kapcsolatot épített ki. 2009 óta az együttes szünetel, miután befejezte az Out of Control Tour-t, mely albumukat promotálta. A turné után a tagok szóló munkákkal kezdtek foglalkozni. 2008-ban Roberts kiadta a limitált Dainty Doll-t, mely a hozzá hasonló bőrű nők számára készült. Ugyanakkor Roberts szerepelt a The Passions of Girls Aloud című műsorban is.

### 2010-napjainkig: szólókarrier,Cinderella’s Eyes

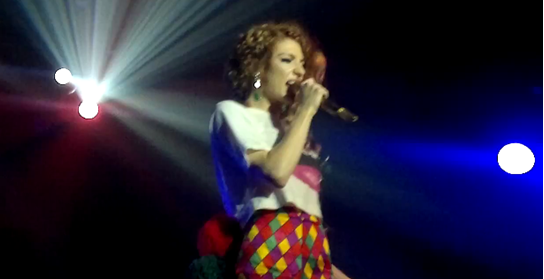
Roberts fellépés közben, 2011-ben.

2010 végén Nicola felfedte a hírt, miszerint megkezdődtek a felvételi munkálatok egy 2011-es, önálló szólóalbumhoz.
2008-ban - akkor még a Girls Aloud tagjaként - Nicola említette, szívesen szerezne és venne fel saját dalokat, kísérletezne a stúdióban, hogy jobban megértse a folyamatot. Később el is kezdett dolgozni a stúdióban, olyan producerek, mint Dragonette, Diplo és Joseph Mount mellett. Egy évnyi munka után Nicola bejelentette, kiadja első, Cinderella’s Eyes című albumát. Első kislemeze, a Beat of My Drum némi promóciót is kapott megjelenése előtt. kereskedelmileg a brit kislemezlista 27. helyéig jutott el, a kritikusok elismerését viszont sikeresen kivívta. A második kislemez, a Lucky Day pozitív visszajelzéseket kapott, viszont a brit kislemezlistán mindössze a 40. helyezésig jutott. Az album 2011. szeptember 23-án jelent meg, melyre az énekesnő Girls Aloud tagjaként megélt tapasztalatok hatott - „Nem lenne értelme egy olyan albumot készíteni, amelynek nincs jelentése.” Roberts számára a korong kockázatos volt, hiszen nem volt garantált háttere, mely majd promotálja a lemezt: „Rendkívüli önbizalmat igényel csak így kiadni egy albumot, vagy lehet, hogy csak egy agymosás következtében lettem még biztosabb. Nem tudom, hogy ez jó-e, vagy csak bebeszéltem magamnak, hogy az.” A kritikusok pozitívan vélekedtek a lemezről, mint például Ludovic Hunter-Tilney (Financial Times), James Lachno (The Daily Telegraph), Emily Mackay (NME) és Hugh Montgomery (The Independent), akik szerint a legjobb szólófelvétel a Girls Aloud tagjaitól. Az album a brit albumlista 17. helyezéséig jutott, a digitális listákon 13., Skóciában 21. lett. Írországban 48. lett.
Harmadik kislemeze, a Yo-Yo 2012-ben került kiadásra, mely „ragyogó példája az ő pop érzékenységének”. Ugyanebben a hónapban Rihanna énekesnő Roberts-et választotta, hogy egy divatműsor műsorvezetője legyen a Sky Living-en. Nicola fogja megkeresni „a felfedezetlen tervező tehetségeinek következő generációját.” 2012 nyarán mutatják be a műsort, mely tíz hétig fog tartani.

## Diszkográfia

### Albumok
| Év   | Album             |
| ---- | ----------------- |
| 2011 | Cinderella’s Eyes |

### Kislemezek
| Év   | Kislemez        |
| ---- | --------------- |
| 2011 | Beat of My Drum |
| 2011 | Lucky Day       |
| 2012 | Yo-Yo           |

## Fordítás
Ez a szócikk részben vagy egészben  a   Nicola Roberts című angol Wikipédia-szócikk fordításán alapul.  Az eredeti cikk szerkesztőit annak laptörténete sorolja fel. Ez a jelzés csupán a megfogalmazás eredetét és a szerzői jogokat jelzi, nem szolgál a cikkben szereplő információk forrásmegjelöléseként.